# Leptis sportive féminine de Lamta
 (août 2024).
Si vous disposez d'ouvrages ou d'articles de référence ou si vous connaissez des sites web de qualité traitant du thème abordé ici, merci de compléter l'article en donnant les références utiles à sa vérifiabilité et en les liant à la section « Notes et références ».
La Leptis sportive féminine de Lamta est un club tunisien de football féminin basé à Lamta. 
À l'issue de la saison 2006-2007, le club est champion de la deuxième division et accède à la première division. À l'issue de la saison 2012-2013, le club est avant-dernier de la première division.